# Yurie Kato
Yurie Kato (27 de janeiro de 1987) é uma triatleta profissional japonesa. 

## Carreira

### Rio 2016
Yurie Kato disputou os Jogos do Rio 2016, terminando em 46º lugar com o tempo de 2:07:50. 